# Dai nikyo
Dai nikyo (em japonês:  第 二教, Dai nikyō, segundo princípio/ensinamento) é o segundo dos cinco grupos de técnicas de nage waza do judô (gokyo). Neste grupo estão inseridas as seguintes técnicas:
- Ko-soto-gari
- Ko-uchi-gari
- Koshi-guruma
- Tsurikomi-goshi
- Okuri-ashi-harai
- Tai-otoshi
- Harai-goshi
- Uchi-mata